# Amt Odenheim
Das Amt Odenheim, auch als Landamt Odenheim bezeichnet, war eine von 1803 bis 1807 bestehende Verwaltungseinheit im Land Baden während der napoleonischen Zeit. Es war der Landvogtei Michelsberg mit Sitz in Bruchsal zugewiesen, übergeordnete Behörde war die Provinz der Pfalzgrafschaft in Mannheim.
Das Gebiet des Amtes lag im nordwestlichen Kraichgau. Die Ortschaften hatten zuvor unter kirchlicher Landeshoheit, des Ritterstifts Odenheim oder des Hochstifts Speyer gestanden und waren in Umsetzung des Reichsdeputationshauptschlusses an Baden gefallen. Der seit 1776 residierende Amtmann Theodor von Meßbach wurde nun badischer Amtsvorsteher in Odenheim.
In einer Amtsbeschreibung aus dem Jahr 1804 wird für die Orte von folgenden Einwohnerzahlen mit Stand 1802 berichtet:
- Odenheim, der Amtsort: 1484
- Tiefenbach: 537
- Rohrbach am Gießhübel: 729
- Eichelberg: 183
- Landshausen: 567
- Oberöwisheim: 780
- Zeutern: 934
- Stettfeld: 665
- Langenbrücken: 999
- Östringen: 1695, größte Ortschaft des Amtes
- Waldangelloch: 690.

1807 wurde das Amt Odenheim aufgelöst: Zeutern, Stettfeld, Langenbrücken und Östringen gingen an das Oberamt Bruchsal, die übrigen Orte wurden in das Oberamt Gochsheim inkorporiert.